# Rousseau Peak
Der Rousseau Peak (englisch; spanisch Picacho Rousseau) ist ein 272 m hoher, felsiger und unvereister Berg auf Greenwich Island im Archipel der Südlichen Shetlandinseln. In den Breznik Heights ragt er 3 km südöstlich des Ausläufers des Ash Point und 0,9 km südöstlich des Ufers der Discovery Bay auf.
Wissenschaftler der 1. Chilenischen Antarktisexpedition (1946–1947) benannten ihn nach Kapitän Óscar H. Rousseau von der argentinischen Marine, der auf Einladung der chilenischen Regierung an dieser Forschungsreise teilgenommen hatte.